# Patrick Stornig
Patrick Stornig (* 20. Juni 1989 in Klagenfurt am Wörthersee) ist ein ehemaliger österreichischer Fußballspieler auf der Position eines Verteidigers.

## Karriere

### Vereinskarriere
Der 1,89 Meter große Stornig begann seine Karriere mit sechs Jahren in der Jugendabteilung des FC Kärnten. Mitte 2008 wurde er an den FC St. Veit für ein halbes Jahr ausgeliehen, kam dort aber zu keinem Einsatz. 2009 spielte er bis Mitte des Jahres als Leihspieler bei SV Spittal/Drau, wo er sein Debüt im ÖFB-Cup gegen den SK Sturm Graz gab. Ende des Jahres 2009 wechselte Stornig zum SC Kalsdorf, wo er zwei erfolgreiche Saisonen unter Trainer Hannes Reinmayr spielte. In der Saison 2011/2012 stand er bei USV Allerheiligen unter Vertrag.
Im Juni 2012 wechselte Stornig zum TSV Hartberg. Sein Debüt in der zweithöchsten Spielklasse Österreichs gab er am 14. September 2012 beim 3:1-Heimsieg gegen den SKN St. Pölten.
Im Juni 2013 wechselte Stornig zu SK Austria Klagenfurt, wo er in 25 Bewerbspielen, davon zwei Mal im ÖFB-Cup, sowie 23 Mal in der Regionalliga Mitte, in der Verteidigung oder im defensiven Mittelfeld zum Einsatz kam.
Seit Juli 2014 gehörte Patrick Stornig dem Kader des FC Gleisdorf 09 an, für den er als Stammspieler auf der Position Innenverteidiger insgesamt 81 Bewerbspiele, davon drei im ÖFB-Cup, absolvierte.
In den Saisonen 2014/15 und 2015/16 hatte Stornig insgesamt 57 Einsätze in der Landesliga Steiermark, der vierthöchsten Leis:tungsklasse in Österreich. Der FC Gleisdorf 09 ist als Meister 2016 der Steirischen Landesliga zur Teilnahme am Meisterschaftsbewerb der Regionalliga Mitte berechtigt und spielt seit Juli 2016 in der dritthöchsten Leistungsklasse Österreichs.
2016/17 bestritt Patrick Stornig auf seiner Position als Innenverteidiger 24 Bewerbspiele für den FC Gleisdorf 09, der als bisher erfolgreichster Aufsteiger in die Regionalliga Mitte die Saison 2016/17 als Zweiter der Meisterschaft beendete. Bereits vor Beginn des Frühjahrsdurchganges 2017 gab Patrick Stornig bekannt, mit Ende der Saison 2016/17 aus beruflichen Gründen seine Karriere als Fußballer beenden zu wollen. Am 26. Mai 2017 absolvierte Patrick Stornig im Solarstadion Gleisdorf sein (vorerst) letztes Spiel.